# Véhicule polycarburant

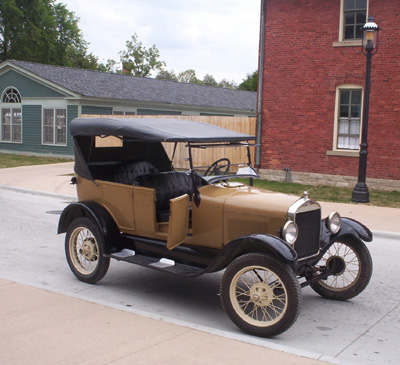
La Ford T fut le premier véhicule commercial polycarburant. Son moteur était capable de fonctionner avec de l’essence, de l’éthanol ou un mélange des deux.

Un véhicule polycarburant ou VCM est un véhicule dont le moteur peut utiliser deux ou trois types de carburants. On dit aussi véhicule bi-combustible, tri-combustible ou multi-carburant. L'acronyme « VCM » (pour « véhicule à carburant modulable ») est la dénomination officielle française. Le terme anglophone « Flex fuel », couramment utilisé pour désigner tout type de véhicule polycarburant, désigne en français une technique particulière de moteur polycarburant.
Les véhicules polycarburant (un seul mélange composé de plusieurs carburants) doivent être distingués des véhicules hybrides qui peuvent utiliser plusieurs carburants alternativement (plusieurs sources d'énergie stockées dans des réservoirs séparés) et sont généralement équipés de plusieurs moteurs indépendants.

## Techniques utilisées

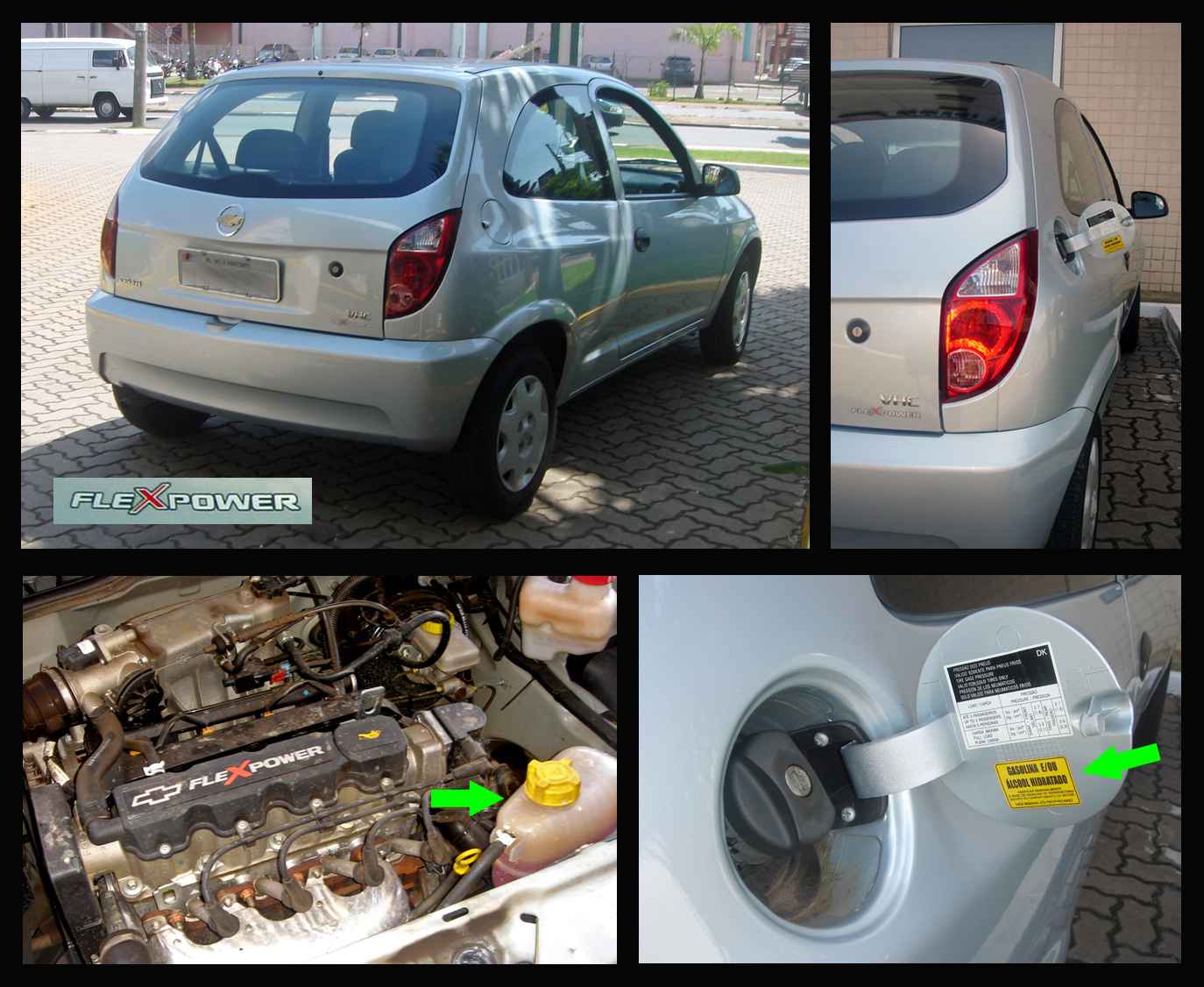
Chevrolet Celta brésilienne équipée d'un moteur FlexPower.

Ce sont des véhicules dotés de moteur à combustion interne conçus pour fonctionner avec plus d’une sorte de carburant, habituellement de l’essence mélangée avec de l’éthanol ou du méthanol, le mélange étant stocké dans le même réservoir.
Les moteurs polycarburant modernes sont capables de fonctionner avec n’importe quelle proportion des composants du mélange dans la chambre de combustion, l’injection et l'allumage étant contrôlés et adaptés automatiquement selon le mélange détecté par des capteurs électroniques spécifiques.
Les matériaux utilisés doivent être compatibles avec l’éthanol, celui-ci étant plus corrosif que l’essence. Les durits, réservoirs et autres conducteurs du mélange doivent être renforcés (longévité de 120 000 km pour la consommation à l'éthanol au lieu de 200 000 km pour l'essence).
La technique la plus utilisée est la technique Flex fuel mise au point par l'équipementier italien Magneti Marelli avec 27,1 millions d’automobiles, de motos et de camions légers vendus dans le monde en décembre 2011, concentrés principalement sur quatre marchés : Brésil (16,3 millions), ; États-Unis (10 millions), Canada (plus de 600 000) et Europe (228 522).
Certains véhicules en Amérique du Nord sont aussi disponibles avec un système polycarburant similaire utilisant l'essence ou le carburant E85.
Des tests de véhicules utilisant des mélanges dans lesquels l’éthanol est remplacé par du méthanol (M85) ont été menés avec succès en Europe et aux États-Unis, principalement en Californie,.
D’autres tests ont été menés avec des mélanges n’utilisant pas d’essence (P-series fuels, mélanges d’éthanol, de méthyltétrahydrofurane (MeTHF), pentane-plus et butane), mais en juin 2008, ces carburants n’étaient pas encore disponibles pour le grand public,. Ces tests ont été menés sur Ford Taurus et Dodge Caravan équipés de moteurs Flex fuel.

## Diffusion des véhicules polycarburant

### En Europe

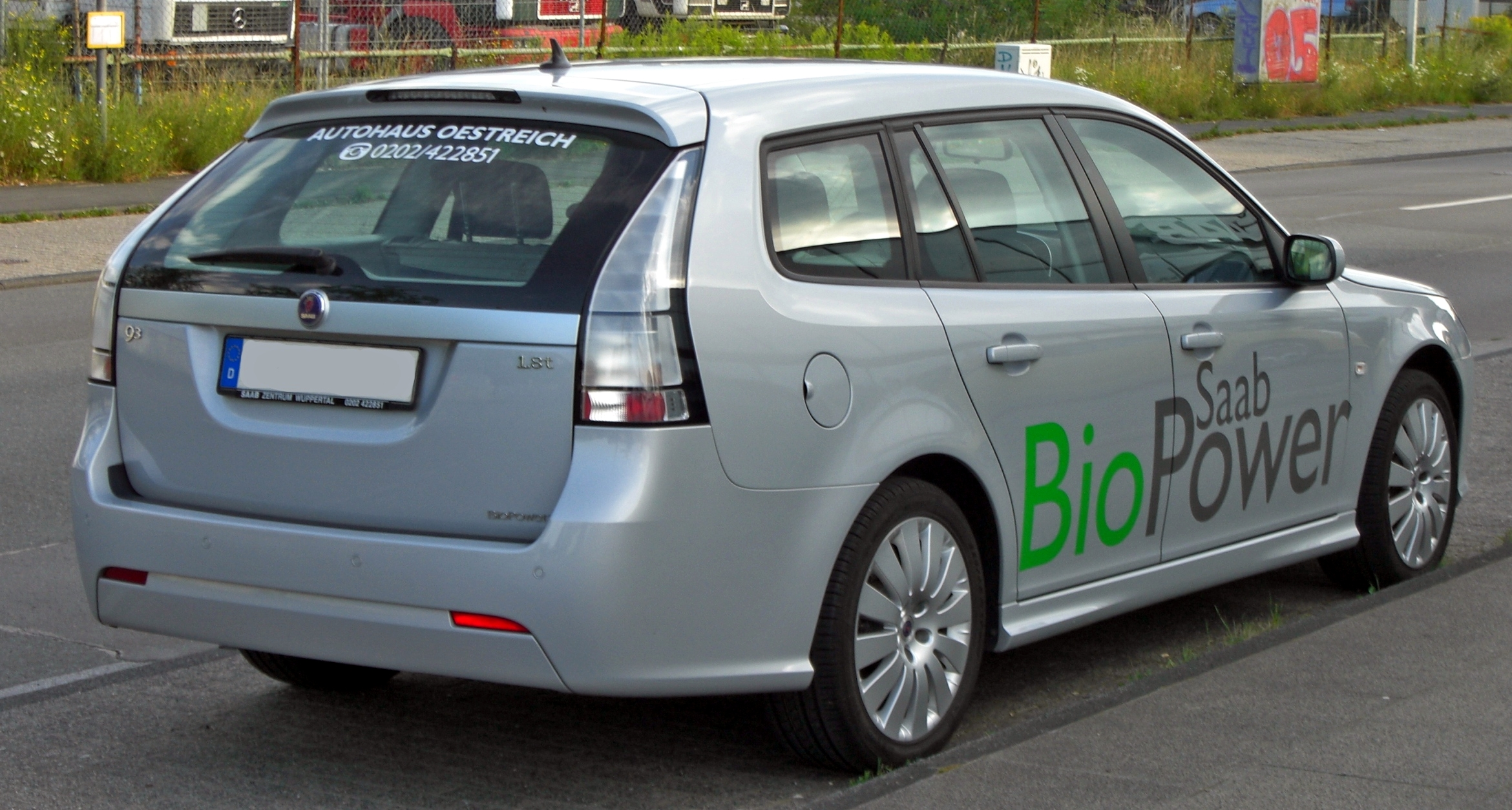
Saab 9-3 BioPower vendue en Suède depuis 2007.

La Suède a été le premier pays à introduire la technique flex fuel en Europe. La Suède est le seul pays autre que le Brésil ayant promu ce système à grande échelle (10 % du marché), au moyen d'une fiscalité incitative, le procédé n'étant équilibré que si le baril de pétrole dépasse le prix de 80 dollars.
Ford a lancé le modèle Taurus avec un moteur Flex suivi en 2005 par Saab et Volvo. La France a fait une tentative sans succès en 2007.
Tous les constructeurs américains (Dodge, Ford, Chevrolet, GMC, Hummer, etc.) ont au moins 50 % de leur gamme d'origine adaptée à la bicarburation essence/éthanol. Pour les modèles non modifiés d'origine, il existe des kits polycarburant qu'il est possible d’obtenir auprès des importateurs.
Tous les véhicules vendus en Europe doivent pouvoir accepter un carburant (essence et Diesel) comportant une part minoritaire (5 à 10 % environ) de biocarburants. Certains constructeurs ont développé des moteurs, non vendus sous le label polycarburant, qui acceptent des taux bien supérieurs (jusqu'à 30 %).

### Hors Europe
En 2005, au Brésil, en raison notamment de la hausse du prix du pétrole, la majorité des véhicules vendus dans le pays sont équipées de système polycarburant pouvant fonctionner soit à l'essence, soit à l'éthanol issu de la canne à sucre.